# William James (Marinehistoriker)
William M. James (geboren um 1780; gestorben am 28. Mai 1827 in London) war ein britischer Marinehistoriker.

## Leben
James stammte offenbar aus der Karibik, zumindest war er von 1801 bis 1813 als Attorney am obersten Gerichtshof der Kolonie Jamaika tätig. Bei Ausbruch des Britisch-Amerikanischen Krieges wurde er als britischer Staatsbürger in den Vereinigten Staaten festgesetzt, konnte aber fliehen und schlug sich bis in die britische Kolonie Nova Scotia durch. Nach seiner Rückkehr nach Großbritannien veröffentlichte er eine Reihe von Pamphleten zu den Seeschlachten des Krieges, in denen er den Amerikanern vorwarf, die Mannschaftstärken ihrer Schiffe systematisch heruntergerechnet zu haben, um ihre militärischen Erfolge umso glorreicher erscheinen zu lassen.
1819 veröffentlichte er eine Geschichte der Royal Navy zur Zeit der Koalitionskriege. Eine zweite, sechsbändige Auflage des Werkes erschien 1826. Nach seinem Tod wurde sein Werk von Frederick Chamier fortgeführt, der 1837 eine dritte, erweiterte Auflage herausbrachte. 1895 erschien zudem ein Index zu James’ Werken, erstellt von der Navy Records Society.
Verspätete Prominenz wurde ihm zuteil, als der spätere US-Präsident Theodore Roosevelt sich 1882 in seinem historiographischen Werk The Naval War of 1812 die Mühe machte, James’ Behauptungen widerlegen zu wollen.

## Werke
- The Naval History of Great Britain, from the Declaration of War by France in 1793 to the Accession of George IV  in January 1820. 6 Bände. Baldwin, London 1822–1824.
  - als Gesamtausgabe: 6 Bände. Harding, Lepard, and Co., London 1826.
  - als erweiterte Neuausgabe unter dem Titel: The Naval History of Great Britain. A New Edition, with Additions and Notes, and an Account of the Burmese War and the Battle of Navarino. 6 Bände. Bentley, London 1837.